# Henri Pierre Rodat
Pour les articles homonymes, voir Rodat.
Henri Pierre Rodat est un homme politique français né le 25 février 1808 à Sainte-Radegonde (Aveyron) et mort le 2 avril 1875 à Rodez (Aveyron).

## Biographie
Avocat, il est substitut à Espalion en 1833, puis à Rodez en 1834. Il revient au Barreau en 1841, et milite dans l'opposition à la Monarchie de Juillet. Il est député de l'Aveyron de 1848 à 1851, siégeant à droite.

## Sources
- « Henri Pierre Rodat », dans Adolphe Robert et Gaston Cougny, Dictionnaire des parlementaires français, Edgar Bourloton, 1889-1891 [détail de l’édition]